# Ardisia intibucana
Ardisia intibucana Lundell ex C.Nelson – gatunek roślin z rodziny pierwiosnkowatych (Primulaceae). Występuje naturalnie w Hondurasie oraz Nikaragui. 

## Morfologia
PokrójZimozielone drzewo lub krzew. Dorasta do 2,5–7 m wysokości.
LiścieBlaszka liściowa ma eliptyczny lub lancetowaty kształt. Mierzy 1,4–4,8 cm długości oraz 0,5–1,8 cm szerokości, jest całobrzega, ma ostrokątną nasadę i spiczasty lub ostry wierzchołek. Ogonek liściowy jest nagi i ma 4–6 mm długości.
KwiatyZebrane w wiechach o długości 1–2 cm, wyrastających na szczytach pędów. Mają 4 lub 5 działek kielicha o owalnym kształcie i dorastające do 1 mm długości. Płatków jest 4–5, są owalnie trójkątne.
OwocPestkowce mierzące 3-4 mm średnicy, o niemal kulistym kształcie.

## Biologia i ekologia
Rośnie w lasach, na wysokości od 800 do 1800 m n.p.m.